# Arrondissement di L'Haÿ-les-Roses
L'arrondissement di L'Haÿ-les-Roses è una suddivisione amministrativa francese, situata nel dipartimento della Valle della Marna e nella regione della Île-de-France.

## Composizione
L'arrondissement di L'Haÿ-les-Roses raggruppa 10 comuni in 9 cantoni:
- cantone di Arcueil
- cantone di Cachan
- cantone di Chevilly-Larue
- cantone di Fresnes
- cantone di L'Haÿ-les-Roses
- cantone di Le Kremlin-Bicêtre
- cantone di Thiais
- cantone di Villejuif-Est
- cantone di Villejuif-Ovest